# Állatforgalmi és Húsipari Tröszt
Az Állatforgalmi és Húsipari Tröszt (rövidítése: ÁHT) Magyarországon 1968. évi január hó 1-i hatállyal alapított gazdasági középirányító szerv volt. Alapító illetve felügyeleti szerve a Mezőgazdasági és Élelmezésügyi Minisztérium volt. 1986. december 31-ével szűnt meg. 19 feldolgozó és néhány egyéb (szolgáltató, forgalmazó) vállalatból állt.

## Tevékenységi köre
- a) élőállatok (vágóállatok – szarvasmarha, borjú, bivaly, bivalyborjú, sertés, süldő, malac, ló, szamár, öszvér, csikó, juh és bárány – , továbbá nem törzskönyvezett tenyészállatok) termékértékesítési rendszerben, valamint szabadkereskedelmi forgalomban történő termeltetésének, felvásárlásának, vágóállatok levágásának és kitermelésének, vágási termékek feldolgozásának, húskészítmények és húskonzervek előállításának, zsiradékok olvasztásának és állati melléktermékek feldolgozásának szervezése, irányítása és ellenőrzése a felügyelete alá tartozó vállalatoknál;
- b) ipari (moslékos) sertéshizlalás és ezzel kapcsolatos – vállalatoknál folyó – mezőgazdasági tevékenység megszervezése és irányítása;
- c) húsipari termékek tekintetében állami tartalékképzés, valamint ezzel összefüggő készletezési és gazdálkodási feladatok ellátása; saját és béreit hűtőtérrel való gazdálkodás;
- d) élőállatok és húsipari termékek – külkereskedelmi vállalat közreműködésével történő – kivitele és behozatala, a behozott áruk felhasználásának megszervezése és irányítása;
- e) nagykereskedelmi, valamint a húsipari vállalatok kezelésében fenntartott szakmintaboltok útján folytatott kiskereskedelmi tevékenység szervezése, irányítása és ellenőrzése;
- f) a felügyelete alá tartozó vállalatok alaptevékenységével összefüggő tervezési tevékenység végzése a 2.050/1967. (IX. 3.) Korm. számú határozat keretein belül;
- g) a felügyelete alá tartozó vállalatok és kutatóintézet tevékenységének irányítása és ellenőrzése.

5. A tröszt kategóriája: A/l.

## Története
A tröszt az Állatforgalmi Trösztből és a Húsipari Trösztből alakult 1968. január 1-jei hatállyal. 19 feldolgozó és néhány egyéb (szolgáltató, forgalmazó) vállalatból állt. 1986. december 31-ével szűnt meg. A tröszti vállalatok önállóságának visszanyerése után enyhültek a korábbi a magyar húsipari vállalati kötöttségek.

## A tröszti vállalatok
A tröszt keretében a következő vállalatok működtek:
- Baranya megyei Állatforgalmi Vállalat Pécs, Zettkin Klára u. 2/a.
- Bács-Kiskun megyei Állatforgalmi Vállalat Kecskemét, Csongrádi u. 2.
- Békés megyei Állatforgalmi Vállalat Békéscsaba, Micsurin u. 12.
- Borsod megyei Állatforgalmi Vállalat Miskolc, Sánc u. 15.
- Csongrád megyei Állatforgalmi Vállalat Szeged, Horgosi út 31.
- Fejér megyei Állatforgalmi Vállalat Székesfehérvár, Szabadságharcos út Irodaház.
- Győr-Sopron-Komárom megyei Állatforgalmi Vállalat Győr, Erkel Ferenc u. 3.
- Hajdú-Bihar megyei Állatforgalmi Vállalat Debrecen, Vöröshadsereg útja 54.
- Pest-Nógrád megyei Állatforgalmi Vállalat Budapest VIII., Makarenko u. 17.
- Somogy megyei Állatforgalmi Vállalat Kaposvár, Városi Tanácsháza
- Szabolcs-Szatmár megyei Állatforgalmi Vállalat Nyíregyháza, Irodaház
- Szolnok-Heves megyei Állatforgalmi Vállalat Szolnok, Beloiannisz u. 82.
- Tolna megyei Állatforgalmi Vállalat Szekszárd, Béla tér 1.
- Vas megyei Állatforgalmi Vállalat, Szombathely, Mártírok tere 3.
- Veszprém megyei Állatforgalmi Vállalat Veszprém, Kossuth u. 27.
- Zala megyei Állatforgalmi Vállalat Zalaegerszeg, Széchenyi tér 5.
- Budapesti Húsipari Vállalat Budapest IX., Gubacsi út 6.
- Baranya-Tolna megyei Húsipari Vállalat Pécs, Bolgár Néphadsereg út 37.
- Bács-Kiskun megyei Húsipari Vállalat Kiskunfélegyháza, Fürst Sándor u. 30.
- Békés megyei Húsipari Vállalat Gyula, Gyár u. 29.
- Borsod megyei Húsipari Vállalat Miskolc, Vágóhíd u. 29.
- Csongrád megyei Húsipari Vállalat Szeged, Maros u. 21.
- Fejér megyei Húsipari Vállalat Székesfehérvár, Balatoni út 43.
- Győr-Sopron megyei Húsipari Vállalat Győr, Vágóhíd u. 7.
- Hajdú-Bihar megyei Húsipari Vállalat Debrecen, Vágóhíd u. 9.
- Heves megyei Húsipari Vállalat Gyöngyös, Szurdokpart 7.
- Komárom megyei Húsipari Vállalat Tatabánya, Károlyi Mihály u. 26.
- Pest-Nógrád megyei Húsipari Vállalat Vác, Rádi u. 11.
- Somogy megyei Húsipari Vállalat Kaposvár, Vöröshadsereg út 67–68.
- Szabolcs-Szatmár megyei Húsipari Vállalat Nyíregyháza, Zsdanov u. 80.
- Szolnok megyei Húsipari Vállalat Szolnok, Vágóhíd u. 70.
- Vas megyei Húsipari Vállalat Szombathely, Vépi u. 25.
- Veszprém megyei Húsipari Vállalat Pápa, Kisfaludi u. 1.
- Zala megyei Húsipari Vállalat Zalaegerszeg, Vágóhíd.
- Húsipari Készletező és Göngyölegelőállító Vállalat Budapest XX. (Pesterzsébet), Vágóhíd u. 55.
- Országos Húsipari Kutatóintézet Budapest IX., Gubacsi út 6/b.

## Jogi háttere
- A Polgári Törvénykönyv 32., 38., illetőleg 39. §-ai,
- 11/1967. (V. 13.) Korm. rendelet az állami vállalatról